# 李怀
李怀（1954年—），汉族，河北三河人，中华人民共和国政治人物、第十二届全国人民代表大会河北地区代表。
2013年，被选为全国人大代表。